# Giovanni Maria Aostalli
Giovanni Maria Aostalli (auch: Avostalli, Avostalo, Aostalli de Sala, Vostalis; * nach 1500 in Pambio oder Savosa; † vor 16. April 1567 vermutlich in Prag) war ein aus dem Tessin stammender Baumeister, der überwiegend in Böhmen tätig war.

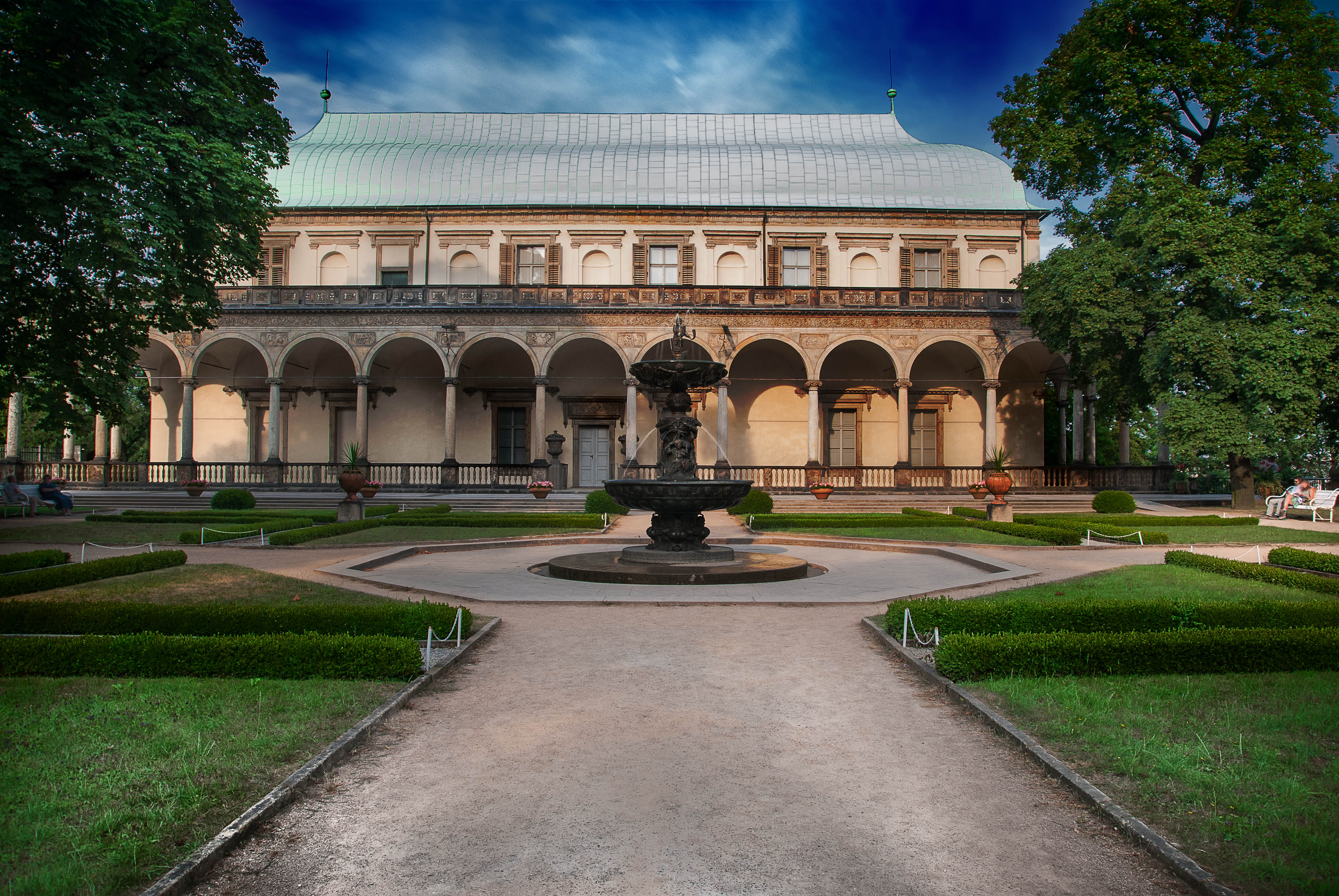
Das Lusthaus der Königin Anna oder Prager Belvedere

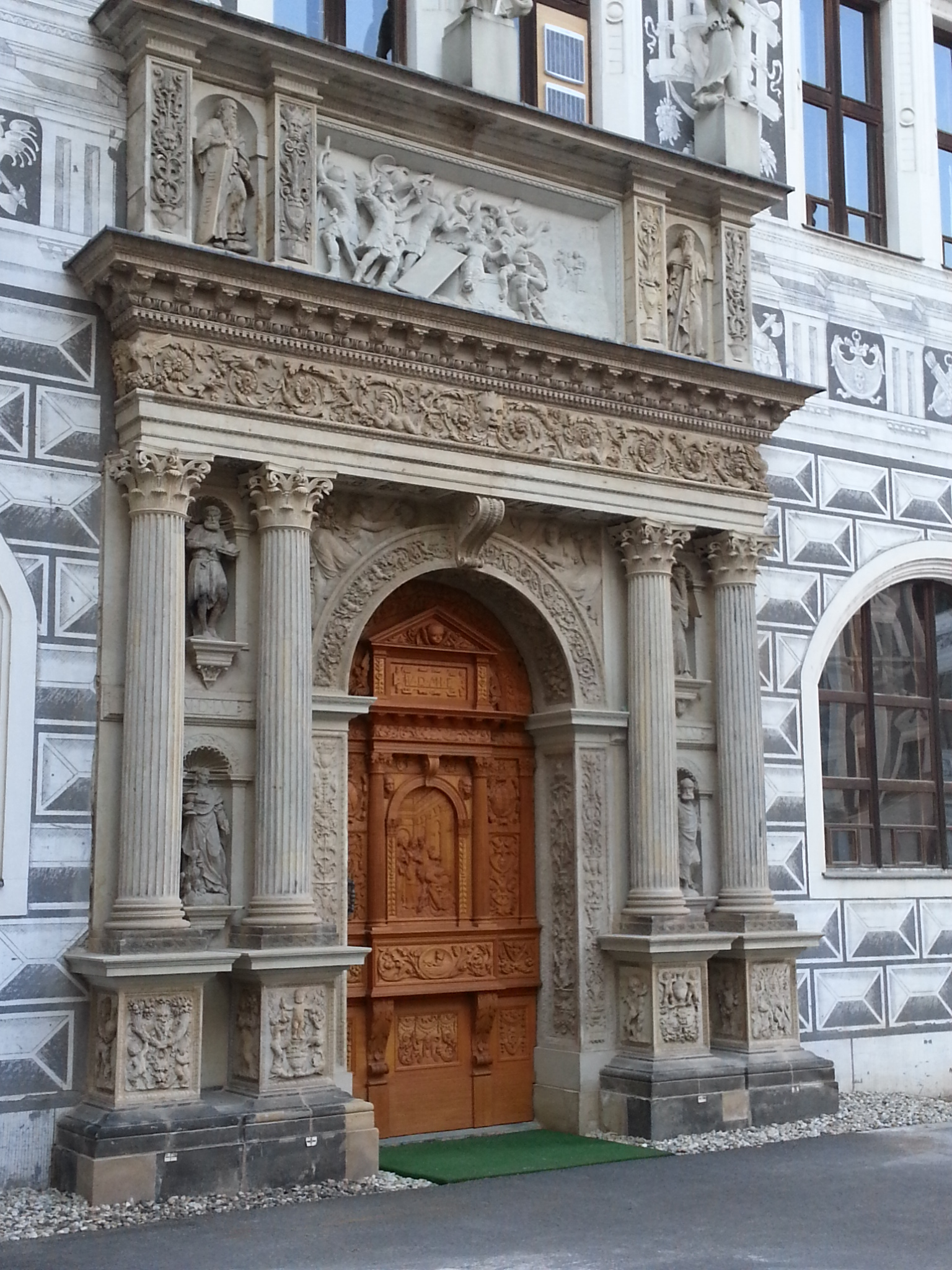
Portal der Schlosskapelle, Residenzschloss Dresden (etwa 1553–1555)

## Biographie
Giovanni Maria Aostalli entstammte der Tessiner Baumeisterfamilie Aostalli. Sein Vater war der in Pambio ansässige Agostino Aostalli aus Savosa. Er war Vater von Agostino, ebenfalls Baumeister, der 1593 im Dienste des Herzogs von Mantua stand. Nach einem Dokument vom 20. März dieses Jahres soll er mit Berufsgenossen aus Lugano mit der Befestigung von Casale Monferrato betraut worden sein.
Giovanni Maria war vermutlich Mitarbeiter des Architekten und Bildhauers Paolo della Stella. Zusammen mit dem Baumeister Giovanni Spazzio kam er vor 1538 nach Böhmen und arbeitete zunächst als Maurergeselle am Bau des Belvedere auf der Prager Burg.
Für den Oktober 1538 ist er als Meister belegt, der der Maurergruppe vorstand. 1539 holte er eine eigene Bautruppe aus dem Tessin nach Prag, zu der auch seine Söhne gehörten. 1541 wurden er bei anderen Bauprojekten der Prager Burg sowie an Schlössern der königlichen Kammer eingesetzt. Ab 1546 hielt er sich vermutlich einige Zeit in Pambio auf, wo er für dieses Jahr als Vertreter des „Konsuls“ belegt ist.
1548 war er wieder in Prag und arbeitete mit 37 Maurern an den Baustellen des Veitsdoms, des königlichen Hospitals sowie am Belvedere.
Vermutlich wurde er 1552 bis 1555 mit sechs Mitarbeitern, darunter seine zwei Söhne, an den Bau des Residenzschlosses zu Dresden verpflichtet, wo er mit weiteren Kräften, darunter dem Dresdener Bildhauer Hans Walther II das mit 1555 datierte Portal der Schlosskapelle schuf. In den sächsischen Quellen wurde er Steinmetz Johann Maria genannt. Anschließend kehrte er wieder nach Prag zurück.
1555 war er vermutlich am Bau des Sommerschlosses Stern (Letohrádek Hvězda) beteiligt. Zusammen mit dem Steinmetz Giovanni de Campione und dem Baumeister Giuseppe Soldati aus Ponna erstellte er 1559 einen Kostenvoranschlag für die geplante Landrechtstube auf der Prager Burg.
Giovanni Maria Aostalli besaß auf der Kleinseite ein Haus sowie weitere Liegenschaften. 1562 wurde er in den Ruhestand versetzt. Die Stelle des Baumeisters der Prager Burg übernahm 1567 Ulrico Aostalli.